# Маурицио Малвестити
Маурицио Малвестити (итал. Maurizio Malvestiti; 25. август 1953) је бискуп бискупије Лоди. На тој позицији се налази од 2014. године.